# Вігурська Галина Василівна
Вігурська Галина Василівна (нар. 15 (28) червня 1909, с. Люлинці, нині Калинівського району Вінницької області — 1 серпня 1990, Київ) — українська письменниця й перекладачка зі слов'янських мов. Член Спілки письменників України в 1962—1990 роках.

## Життєпис
1936 року закінчила Інститут педагогів дошкільного виховання при Київському університеті (1936). Працювала в редакціях газет «Радянська освіта», «Київська правда», «Радянський спорт».

## Творчість
Переклала художні твори з білоруської, польської, болгарської мов, зокрема трилогію «На розстанях» Якуба Коласа (1958), романи «Коли зливаються ріки» Пятруся Бровки (1961), «Весняні зливи» (1964) та «Сота молодість» (1974) Володимира Карпова, «Альпійську баладу» Василя Бикова (1969), тетралогію «Тривожне щастя» Івана Шамякіна (1975), а також окремі твори Янки Бриля, комедію «Хто сміється останнім» Кіндрата Крапиви (1953), п'єсу «Мораль пані Дульської» Г. Запольської (1957; усі — Київ), твори С. Александровича, З. Бандарини, В. Вольського, К. Губаревича, В. Дадіомова, В. Карпова, М. Линькова, А. Мовзона тощо.
Авторка статей з питань українсько-білоруських культурних зв'язків, спогадів про Якуба Коласа.